# Botond (keresztnév)
A Botond régi magyar férfi személynévből származik. A buzogány jelentésű bot szó származéka.

## Gyakorisága
Az 1990-es években ritka név, a 2000-es években a 15-40. leggyakoribb férfinév.

## Névnapok
- március 23.[2]
- május 16.[2]
- július 28.[2]

## Híres Botondok
- Aba Botond, a BKV Rt. volt vezérigazgatója
- Baráth Botond magyar válogatott labdarúgó
- Birtalan Botond magyar labdarúgó
- Botond vitéz – Anonymus krónikája szerint 10. századi magyar nemzetségfő, aki a kalandozások során (vélhetően 958-ban, vagy 970-ben) Bizánc városkapuját buzogányával betörte.
- Előd Botond szinkronszínész
- Ferenczi Botond romániai magyar kézilabdázó
- Markovics Botond magyar sci-fi-író
- Roska Botond neurobiológus, egyetemi tanár
- Storcz Botond háromszoros olimpiai bajnok kajakozó
- Csomortáni Botond erdélyi magyar autóversenyző. Többszörös bajnok
- Csányi Botond. Magyar rallyversenyző. Többszörös bajnok, elismert navigátor nemzeti, és nemzetközi szinten.